# لاري ريتشارد
لاري ريتشارد (23 أبريل 1965 - ) (بالإنجليزية: Larry Richard)‏ هو لاعب كرة سلة أمريكي في مركز الوسط.

## وصلات خارجية
- لاري ريتشارد على موقع كلية كرة السلة في سبورتس رفرنس.كوم (الإنجليزية)